# Jessica Garlick
Zangeres Jessica Garlick werd in 1981 geboren in Wales. Toen ze zestien was maakte ze haar eerste stappen in de showbusiness. Op die leeftijd won ze de Welsh finale van de televisieshow "Star For A Night". In hetzelfde jaar trad ze ook op in Michael Barrymore's "My kind of Music".
In 2002 was ze bij de laatste tien kandidaten van Pop Idol, hier ook wel bekend als Idols, de show die Gareth Gates en Will Young internationale roem bezorgde. Ook Jessica Garlick bleef niet onopgemerkt. De BBC nodigde haar uit om "Come back" te zingen, een van de liedjes voor "A song for Europe", de Britse selectie voor het Eurovisiesongfestival 2002. Het publiek koos Jessica uit om Verenigd Koninkrijk te vertegenwoordigen en ze zette haar land weer op de kaart met een succesvolle derde plaats.
Later dat jaar was ze betrokken bij een campagne om jongeren te helpen te stoppen met roken.
1957: Patricia Bredin · 
1959: Pearl Carr & Teddy Johnson · 
1960: Bryan Johnson · 
1961: The Allisons · 
1962: Ronnie Carroll · 
1963: Ronnie Carroll · 
1964: Matt Monro · 
1965: Kathy Kirby · 
1966: Kenneth McKellar · 
1967: Sandie Shaw · 
1968: Cliff Richard · 
1969: Lulu · 
1970: Mary Hopkin · 
1971: Clodagh Rodgers · 
1972: The New Seekers · 
1973: Cliff Richard · 
1974: Olivia Newton-John · 
1975: The Shadows · 
1976: Brotherhood of Man · 
1977: Lynsey de Paul & Mike Moran · 
1978: Co-Co · 
1979: Black Lace · 
1980: Prima Donna · 
1981: Bucks Fizz · 
1982: Bardo · 
1983: Sweet Dreams · 
1984: Belle & The Devotions · 
1985: Vikki Watson · 
1986: Ryder · 
1987: Rikki · 
1988: Scott Fitzgerald · 
1989: Live Report · 
1990: Emma · 
1991: Samantha Janus · 
1992: Michael Ball · 
1993: Sonia · 
1994: Frances Ruffelle · 
1995: Love City Groove · 
1996: Gina G · 
1997: Katrina & the Waves · 
1998: Imaani · 
1999: Precious · 
2000: Nicki French · 
2001: Lindsay Dracass · 
2002: Jessica Garlick · 
2003: Jemini · 
2004: James Fox · 
2005: Javine Hylton · 
2006: Daz Sampson · 
2007: Scooch · 
2008: Andy Abraham · 
2009: Jade Ewen · 
2010: Josh Dubovie · 
2011: Blue · 
2012: Engelbert Humperdinck · 
2013: Bonnie Tyler · 
2014: Molly · 
2015: Electro Velvet · 
2016: Joe & Jake · 
2017: Lucie Jones · 
2018: SuRie · 
2019: Michael Rice · 
2021: James Newman ·
2022: Sam Ryder ·
2023: Mae Muller ·
2024: Olly Alexander ·
2025: Remember Monday